# Joey Badass

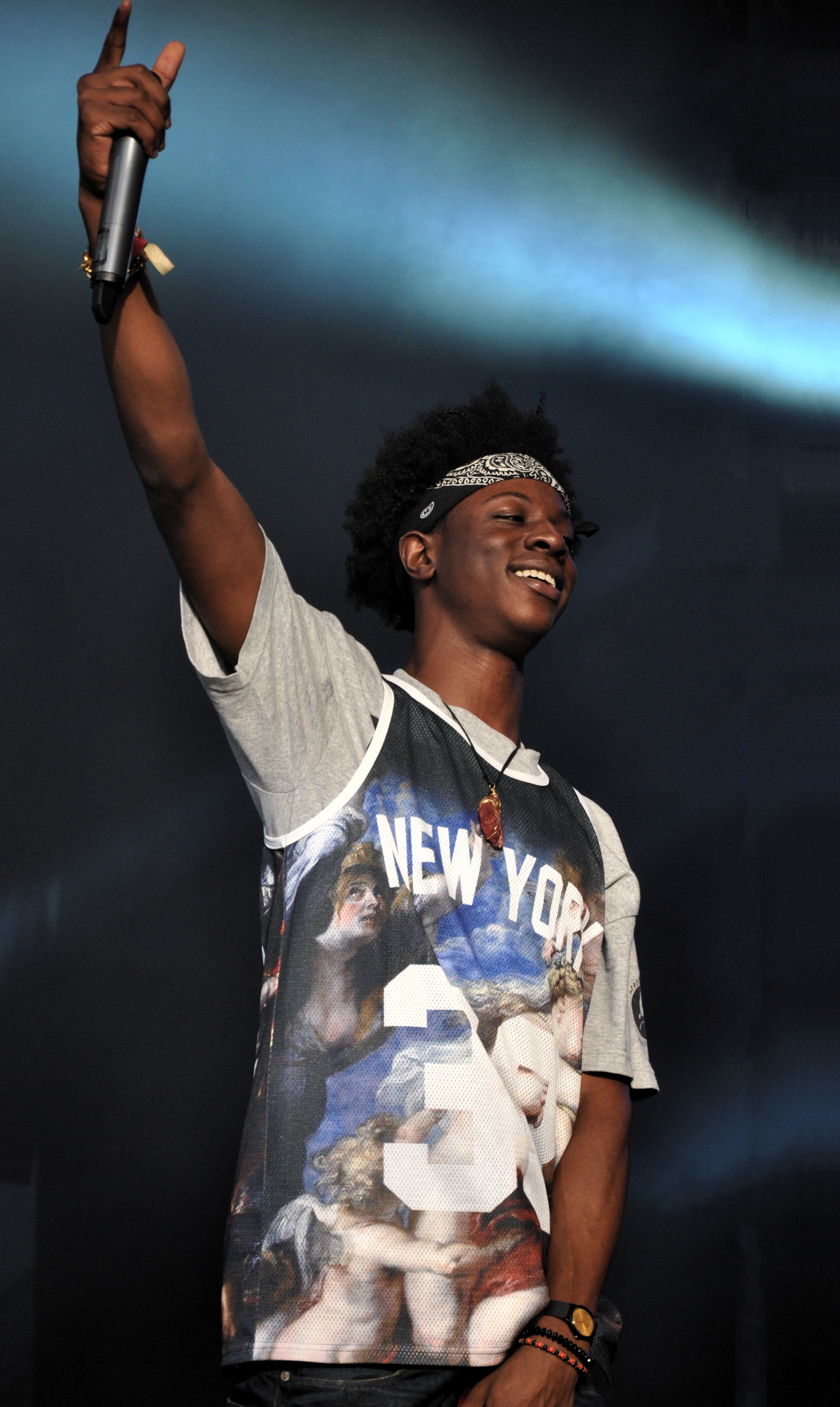
splash!, Juli 2013

Joey Badass (* 20. Januar 1995 in New York als Jo-Vaughn Virginie Scott), auch Joey Bada$$ geschrieben, ist ein US-amerikanischer Rapper, Sänger und Schauspieler, der bei dem New Yorker Independent-Label Cinematic Music Group unter Vertrag steht. Er ist Mitbegründer und Mitglied des Hip-Hop-Kollektivs Pro Era (Progressive Era). Joey Badass wurde von dem US-amerikanischen Musikmagazin XXL für die 2013’s XXL Freshman Class ausgewählt.

## Biografie

### Kindheit und Jugend
Jo-Vaughn Scott wurde 1995 in Flatbush, einem Viertel im New Yorker Bezirk Brooklyn, als zweitältestes von fünf Kindern geboren. Er hat drei Halbbrüder und eine Halbschwester väterlicherseits. Sein Vater stammt aus Jamaika, seine Mutter aus St. Lucia. Jo-Vaughn wuchs bei seiner Mutter in dem Brooklyner Viertel Bedford–Stuyvesant auf.
Eigenen Angaben nach hatte er schon als Kind ein Faible für Hip-Hop, Rhythm and Blues, Soul, Soca und Reggae. Zum Rap kam er aber über sein Interesse an der Poesie als elf-Jähriger zusammen mit seinem Kindheitsfreund Kirlan Labarrie alias Kirk Knight. Nach der Mittelschule besuchte Jo-Vaughn die Edward R. Murrow High School, eine sogenannte Magnetschule, die auf Musik, Tanz, Theater, Grafikdesign und Kunst ausgelegt ist. Obwohl sich Jo-Vaughn für den Bereich des Schauspiel eingeschrieben hatte, kam er dort mehr und mehr mit Rap und der Musikproduktion in Kontakt und freundete sich unter anderem mit den Schulkameraden Courtney Everald Dewar Jr. alias Capital STEEZ, Donnovan Malik Blocker alias Dyme-A-Duzin, Jesse Cordasco alias Nyck Caution, Chaine Downer Jr. alias CJ Fly, Powers Pleasant und Dyemond Lewis an.

### Musikkarriere

#### Beginn der musikalischen Karriere
Zunächst machte sich Jo-Vaughn Scott unter dem Pseudonym JayOhVee in der lokalen Rapszene einen Namen. Zusammen mit seinem Schulfreund Capital STEEZ, sowie mit CJ Fly und Powers Pleasant, gründete er im Jahr 2009 das kreative Kollektiv Pro Era, das mittlerweile mehr als 15 Mitglieder, bestehend aus Sängern, Rappern, Musikproduzenten und Grafikdesignern, hat. Scott änderte sein Pseudonym in Joey Bada$$, nahm erste Singles in einem einfachen, provisorischen Musikstudio in seinem Zuhause auf und lud Freestyles auf Internet-Plattformen wie YouTube hoch. Johnny Shipes, Gründer des Labels Cinematic Music Group, wurde durch ein von Joey im Oktober 2010 hochgeladenes und von der US-amerikanischen Hip-Hop-Website „WorldStarHipHop“ aufgegriffenes Video auf ihn aufmerksam und nahm über Twitter Kontakt auf. Noch im Jahr 2010 wurde Joey Badass zusammen mit Pro Era bei Cinematic Music Group unter Vertrag genommen.

#### 2012: Erste Mixtapes
Im Februar 2012 veröffentlichte Pro Era ihr Debüt-Mixtape The Secc$ Tap.e. Bereits vorher hatten Joey und Capital STEEZ das Lied „Survival Tactics“ mit zugehörigem Musikvideo auf dem YouTube-Kanal „PROfckingERA“ hochgeladen und erstmals größere Aufmerksamkeit erlangt. Auch das Musikvideo zur Single „Hardknock“ von Joey Badass und CJ Fly wurde positiv aufgenommen.
Am 12. Juni 2012 gab Joey Badass sein Debüt-Solomixtape 1999 heraus und veröffentlichte kurz darauf ein Musikvideo zur Single „Waves“, bei dem Va$htie Kola als Regisseurin und Musikproduzentin mitwirkte. Das Mixtape führte zur plötzlichen Bekanntheit Joeys in der Szene des Untergrund-Hip-Hops und landete Ende des Jahres auf Platz eins der Liste Top Ten Mixtapes Of 2012 des US-amerikanischen Hip-Hop-Magazins „HipHopDx“. Das kurz auf 1999 folgende Mixtape Rejex beinhaltete alle Singles, die es nicht auf das 1999-Mixtape geschafft hatten.
Ebenfalls erfolgten im Jahr 2012 erste Zusammenarbeiten mit Mac Miller. Joey Badass erschien als Gastmusiker auf der Single „America“ und trat im April 2012 als Opening Gig für Miller auf. Im Juli 2012, kurz nach der Veröffentlichung der Mixtapes, nahm Joey Badass an The Smoker's Club's One Hazy Summer Tour teil, die von Cinematic Music organisiert und von Eckō Unlimited gesponsert wurde. Zusammen mit Kendrick Lamar, Yelawolf, Action Bronson, Danny Brown und Big K.R.I.T. trat Joey als Gastmusiker auf der Single „1Train“ in Erscheinung, die Anfang Januar 2013 auf ASAP Rockys Album Long.Live.A$AP veröffentlicht wurde.
Am Morgen des 24. Dezember 2012 beging Capital STEEZ, Joey Badass' enger Freund, Mitbegründer von Pro Era und talentierte Raphoffnung, Suizid. Der 19-Jährige sprang von dem Hochhaus, in dem sich der Sitz der Cinematic Music Group befand, nachdem er am 23. Dezember kurz vor Mitternacht die Worte „The End“ getweetet hatte. Der Tod von STEEZ stellte einen Schock für das gesamte Pro-Era-Kollektiv dar. Nur wenige Tage vorher hatte Joey Badass, Capital STEEZ und Pro Era das Mixtape Peeps The Aprocalypse veröffentlicht.

#### 2013:Summer Knights EP

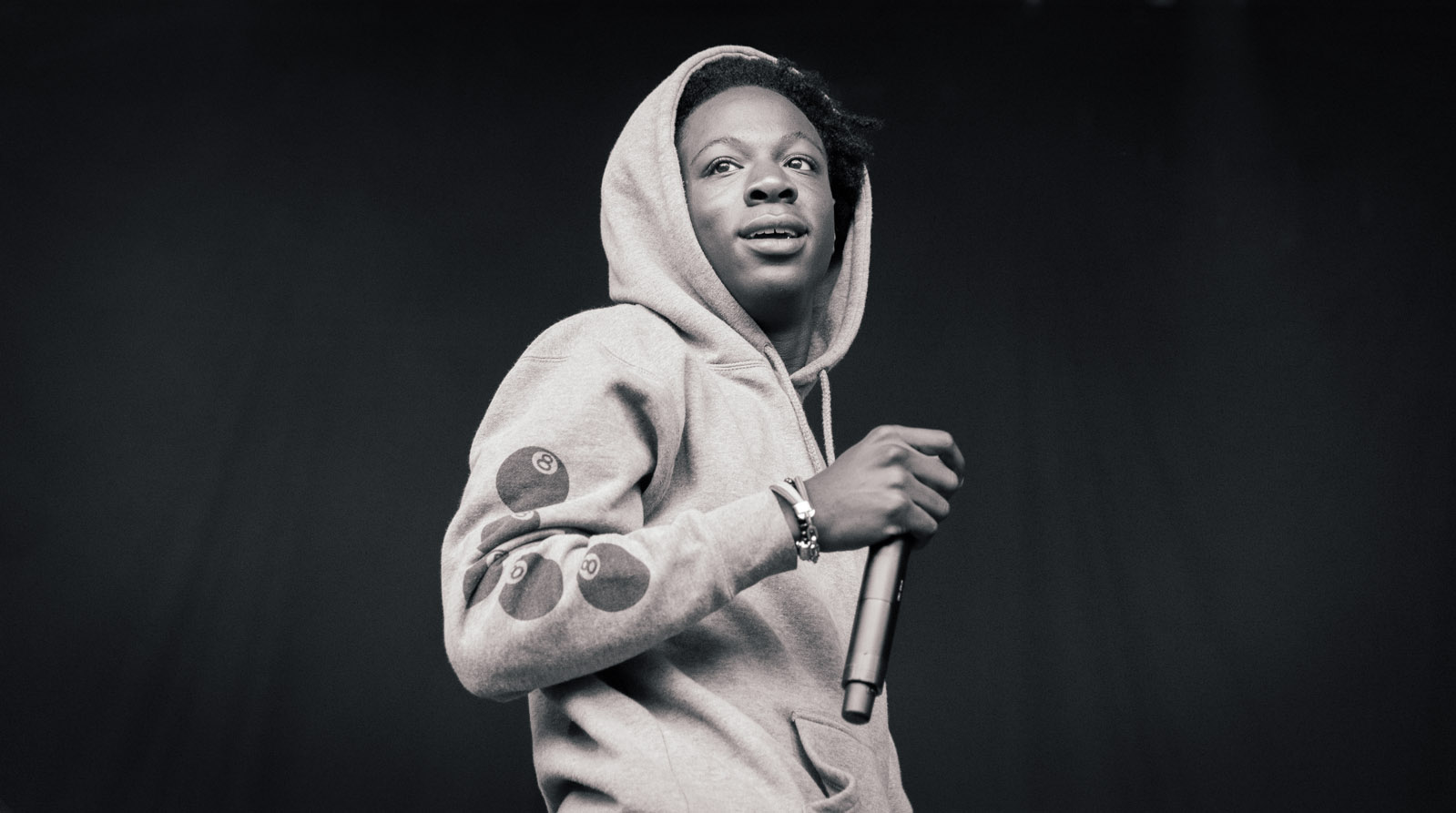
Joey Badass auf dem Hovefestival 2013.

Joey Badass brachte am 1. Juli 2013 das Mixtape Summer Knights heraus, das zuerst als EP und Vorspiel zu seinem Debüt-Album geplant war, jedoch im Mai 2013 offiziell zu einem LP-Mixtape umgewandelt wurde. Das Mixtape widmete Joey Badass seinem verstorbenen Freund Capital STEEZ. Als Produzenten beteiligten sich neben Kirk Knight und Chuck Strangers unter anderem DJ Premier, Statik Selektah, Oddisee, Lee Bannon, Navie D, Bruce Leekix, The Alchemist und Daniel Dumile. Die Debüt-Solo-Single „Unorthodox“, die am 14. Januar 2013 als erste Single des Mixtapes auf iTunes veröffentlicht wurde und an der DJ Premier als Produzent mitwirkte, sowie das am 13. März auf YouTube folgende zugehörige Musikvideo ermöglichte Joey Badass den Durchbruch. Sowohl auf Pitchfork, wie auch auf MTV und Exclaim! fielen die Rezensionen zur Single positiv aus.
Am 29. Oktober 2013 folgte die gleichnamige EP Summer Knights EP als erste kommerzielle Veröffentlichung via Cinematic Music Group, Relentless Records und Sony RED Distribution. Die EP erreichte am 16. November 2013 den Rang 48 der Billboard Top R&B / Hip-Hop Albums.

#### 2015: Debüt-AlbumB4.DA.$$
Im Jahr darauf erschienen mehrere Songs im Vorgriff auf sein Debütalbum, die außer im Internet keinen größeren Eindruck hinterließen. Als B4.DA.$$ dann im Januar 2015 erschien, stieg es jedoch auf Anhieb auf Platz eins der Rap-Alben und auf Platz fünf der offiziellen Charts in den USA ein. Außerdem erreichte es auch in Australien und Europa Top-40-Platzierungen.

#### 2016–2018: Schauspielerei und zweites AlbumAll-Amerikkkan Bada$$
Anschließend bewegte er sich zunächst mit Gastauftritten auf Liedern des koreanischen Hip-Hop-Künstlers Tablo und der britischen Band Glass Animals außerhalb der US-amerikanischen Rap-Szene und begann in einer wiederkehrenden Nebenrolle in der zweiten, dritten und vierten Staffel der Fernsehserie Mr. Robot mit der Schauspielerei.
2017 erschien dann sein zweites Studioalbum All-Amerikkkan Bada$$. Im Jahr 2018 veröffentlichte Badass einen Song mit Namen When Thugs Cry, der auf When Doves Cry von Prince basiert, der 2016 gestorben war.

## Musikstil
Joey Badass zählt Nas, Jay-Z, MF DOOM, J Dilla, The Notorious B.I.G., Tupac Shakur, Erykah Badu und Capital STEEZ, sowie die Dichter und Schriftsteller Langston Hughes, Maya Angelou und Dr. Seuss zu seinen Lieblingskünstlern und Einflüssen. Er selbst wird oft bezüglich seines Rapstiles mit Nas’ Illmatic und dem Rap der 1990er Jahre verglichen.
Beliebte Textinhalte von Joey Badass, wie auch von den anderen „Pro Era“-Mitgliedern und den nahestehenden Hip-Hop-Gruppen The Underachievers und Flatbush Zombies, sind das Konzept der Chakren, Wachstum und Entwicklung, sowie gesellschaftskritische Themen.

## Kontroversen
Am 2. Januar 2015 wurde Joey Badass nach einem Auftritt auf dem The Falls Music & Art Festival nahe Byron Bay im australischen Bundesstaat New South Wales verhaftet, nachdem er beschuldigt wurde, auf dem Weg zur Bühne einen Sicherheitsmann ins Gesicht geschlagen und ihm das Nasenbein gebrochen zu haben. Joey wurde der Körperverletzung angeklagt und am 3. Januar auf Kaution freigelassen.
Nachdem am 5. Januar Malia Obama, die Tochter von Barack Obama, auf Instagram ein Foto veröffentlichte, auf dem sie ein Fan-Shirt von Pro Era trug, instrumentalisierten einzelne Medien in den USA den Vorfall in Byron Bay, um Joey Bada$$ als aggressiven, „anti-white Gangster-Rapper and Marxisten“ darzustellen.

## Diskografie
Alben
- 2015: B4.DA.$$
- 2017: All-Amerikkkan Bada$$
- 2022: 2000

EPs
- 2013: Summer Knights EP
- 2020: The Light Pack

Mixtapes
- 2012: 1999
- 2012: Rejex
- 2013: Summer Knights

Singles
- 2012: Waves
- 2012: Enter the Void (feat. Ab-Soul)
- 2013: Unorthodox (feat. DJ Premier)
- 2013: My Yout (feat. Collie Buddz)
- 2014: Big Dusty
- 2014: Christ Conscious
- 2014: No. 99
- 2014: Curry Chicken
- 2014: On & On (feat. Maverick Sabre und Dyemond Lewis)
- 2015: Teach Me (feat. Kiesza)
- 2015: Aim High
- 2016: Devastated (UK: Silber, US: ×2Doppelplatin )
- 2017: Temptation (US: Gold)
- 2017: Love Is Only a Feeling (UK: Silber, US: ×2Doppelplatin )

Als Gastmusiker
- 2012: Talking Shit (Capital STEEZ)
- 2012: America (Mac Miller, Casey Veggies)
- 2012: Aromatherapy (Uno Hype, CJ Fly)
- 2012: New World Order (Bryant Dope, Perrion)
- 2012: Gotham Fuckin’ City (Smoke DZA)
- 2012: Swank Sinatra (Dyme-A-Duzin, Capital STEEZ, CJ Fly)
- 2012: Live from East Flatbush (Melo-X, CJ Fly)
- 2013: Black & White (Jared Evan)
- 2013: Maintain (Dizzy Wright)
- 2013: Day in the Life (Harry Fraud, Peter Rosenberg)
- 2013: Hot Box (Funkmaster Flex, Nyck Caution)
- 2013: Beyond a Reasonable Doubt (Action Bronson)
- 2013: Blackkk Crown (Capital STEEZ, Dirty Sanchez, CJ Fly, Rokamouth, Dessy Hinds)
- 2013: The Spark (Statik Selektah, Action Bronson, Mike Posner)
- 2013: Messin’ with You (Justine Skye, AZ)
- 2013: Tis the Season (Audio Push, Hit-Boy)
- 2013: Bird’s Eye View (Statik Selektah feat. Raekwon, Joey Badass und Black Thought)
- 2013: 1 Train (ASAP Rocky feat. Kendrick Lamar, Joey Badass, Yelawolf, Danny Brown, Action Bronson und Big K.R.I.T.)
- 2014: Fhvt BVsturd (Smoke DZA)
- 2014: Flute (Buckshot, P-Money, CJ Fly)
- 2014: Carry On (Statik Selektah, Freddie Gibbs)
- 2014: Slum Villain (Statik Selektah)
- 2014: Jerome (Mick Jenkins)
- 2014: Bad Thing (Kiesza)
- 2015: We Don’t Wanna Be (Maverick Sabre)
- 2015: Did U Ever Think (Flatbush Zombies, Issa Gold)
- 2015: World In Your Pocket (Nyck Caution)
- 2015: Connected (Ea$y Money, Push!, Wais P)
- 2015: Beautiful Life (Statik Selektah, Action Bronson)
- 2015: In the Wind (Statik Selektah, Big K.R.I.T., Chauncy Sherod)
- 2015: Alone (Statik Selektah)
- 2015: What About the Rest of Us (Action Bronson, Rico Love)
- 2015: Nothin’ But Love (BJ the Chicago Kid)
- 2015: Don’t Need It (Remix) (Rapsody, Merna)
- 2015: Lose Control (Glass Animals)
- 2015: Twin’s Skeleton (Hotel in NYC) [Remix] (Fall Out Boy)
- 2015: 5 Minutes (Kirk Knight)
- 2015: Lord Knows (G Herbo)
- 2015: Golden Era (PRhyme, Royce da 5′9″, DJ Premier)
- 2017: Either Way (Snakehips, Anne-Marie)

## Auszeichnungen für Musikverkäufe
| Silberne Schallplatte - Vereinigtes Königreich - 2022: für das Lied Infinity (888) Goldene Schallplatte - Brasilien - 2024: für das Lied Infinity (888) - Dänemark - 2021: für das Album All-Amerikkkan Bada$$ - 2022: für die Single Temptation - 2024: für die Single Devastated - Neuseeland - 2020: für das Album All-Amerikkkan Bada$$ - Vereinigte Staaten - 2024: für das Lied Survival Tactics - 2025: für das Lied Righteous Minds Platin-Schallplatte - Neuseeland - 2021: für die Single Devastated - 2022: für das Lied Infinity (888) |

Anmerkung: Auszeichnungen in Ländern aus den Charttabellen bzw. Chartboxen sind in ebendiesen zu finden.
| Land/RegionAuszeichnungen für Musikverkäufe (Land/Region, Auszeichnungen, Verkäufe, Quellen) | Silber     | Gold     | Platin     | Verkäufe  | Quellen              |
| -------------------------------------------------------------------------------------------- | ---------- | -------- | ---------- | --------- | -------------------- |
| Brasilien (PMB)                                                                              | —          | Gold1    | —          | 30.000    | pro-musicabr.org.br  |
| Dänemark (IFPI)                                                                              | —          | 3× Gold3 | —          | 100.000   | ifpi.dk              |
| Neuseeland (RMNZ)                                                                            | —          | Gold1    | 2× Platin2 | 67.500    | radioscope.co.nz NZ2 |
| Vereinigte Staaten (RIAA)                                                                    | —          | 3× Gold3 | 6× Platin6 | 7.500.000 | riaa.com             |
| Vereinigtes Königreich (BPI)                                                                 | 4× Silber4 | —        | —          | 800.000   | bpi.co.uk            |
| Insgesamt                                                                                    | 4× Silber4 | 8× Gold8 | 8× Platin8 |           |                      |

## Filmografie (Auswahl)
- 2016–2019: Mr. Robot (Fernsehserie)
- 2019–2021: Grown-ish (Fernsehserie)
- 2020: Two Distant Strangers (Kurzfilm)